# Dodge Dart (2012)
Dodge Dart – samochód osobowy klasy kompaktowej produkowany pod amerykańską marką Dodge 2012–2016.

## Historia i opis modelu

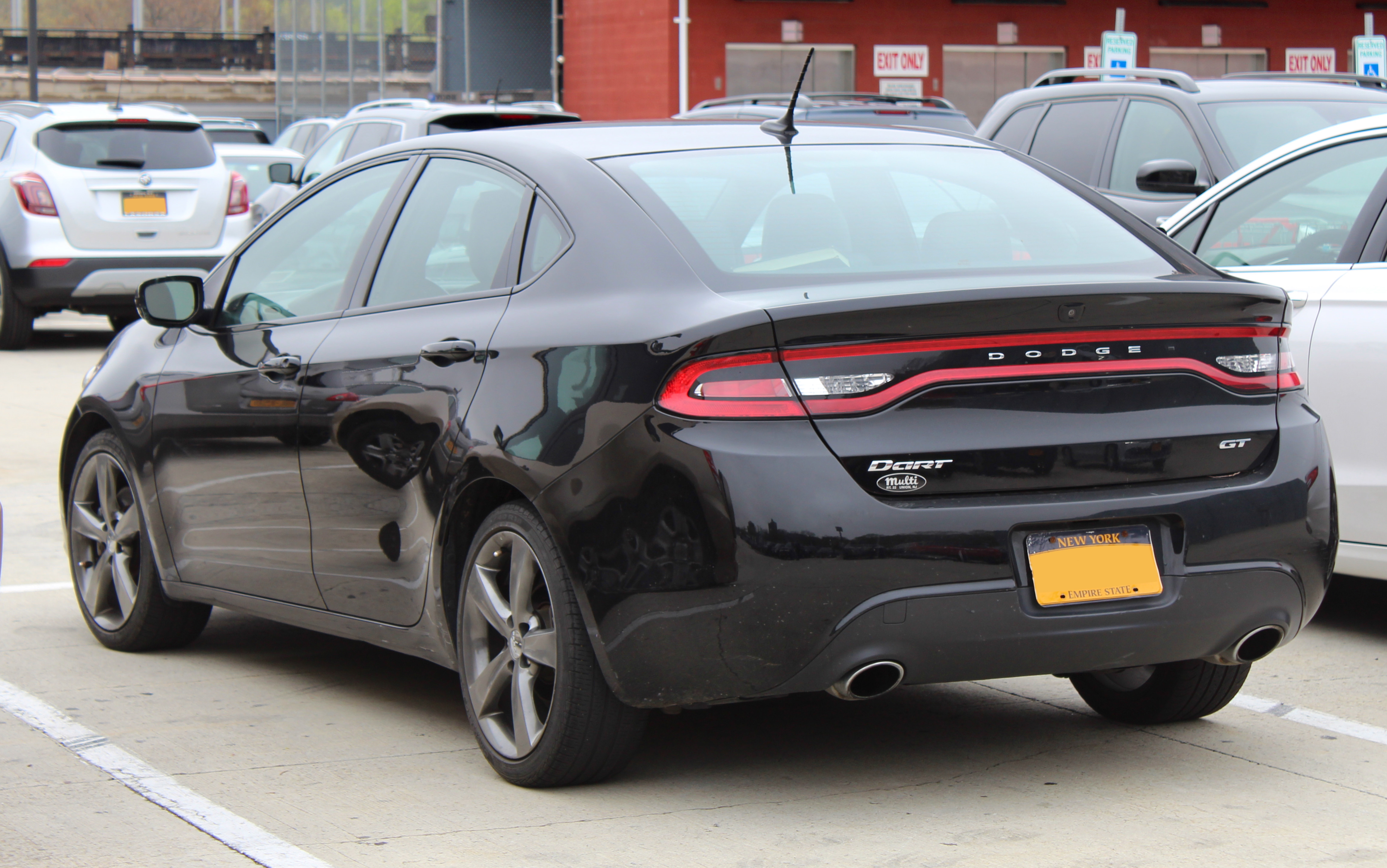
Dodge Dart - tył

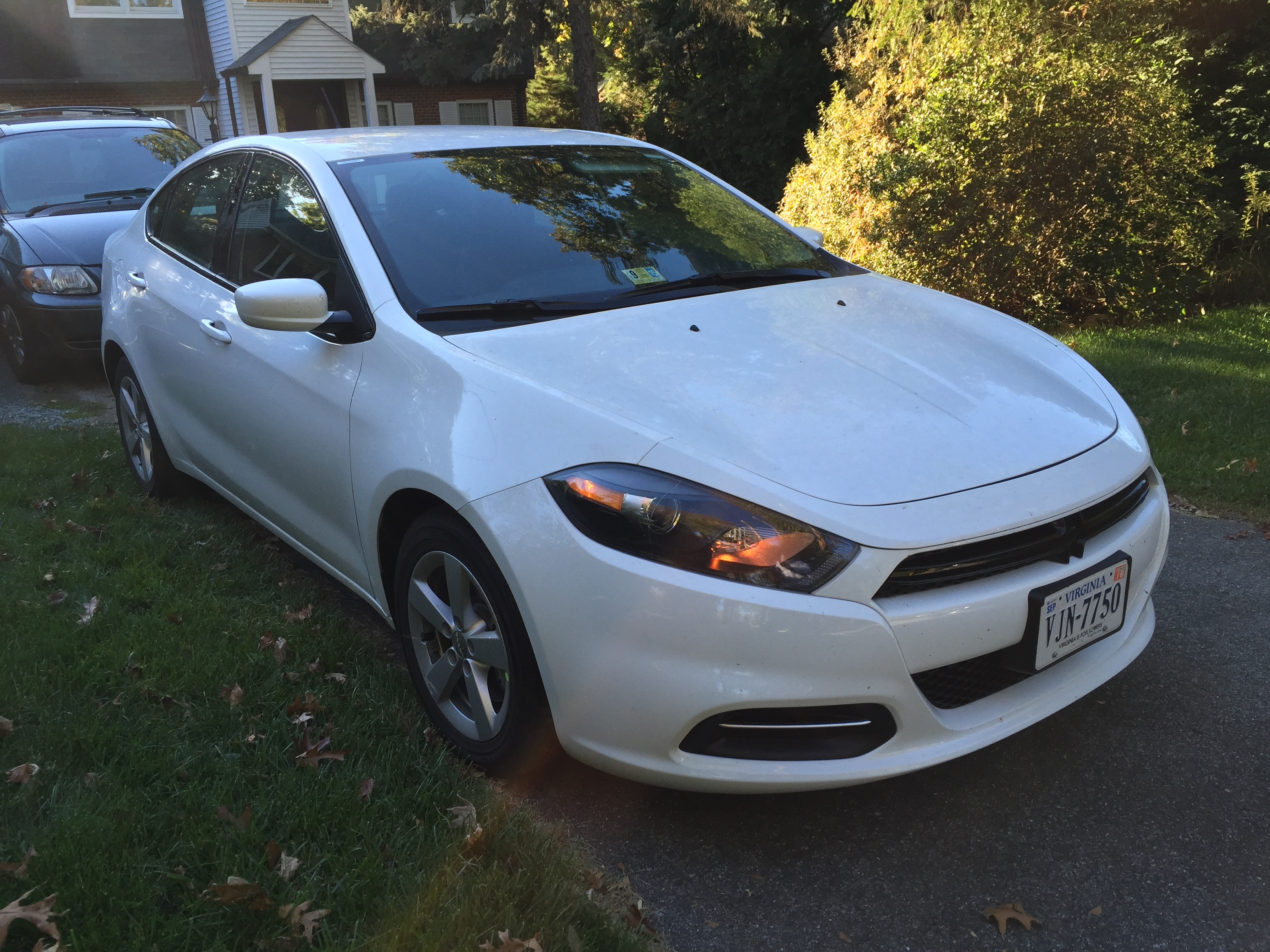
Dodge Dart STX

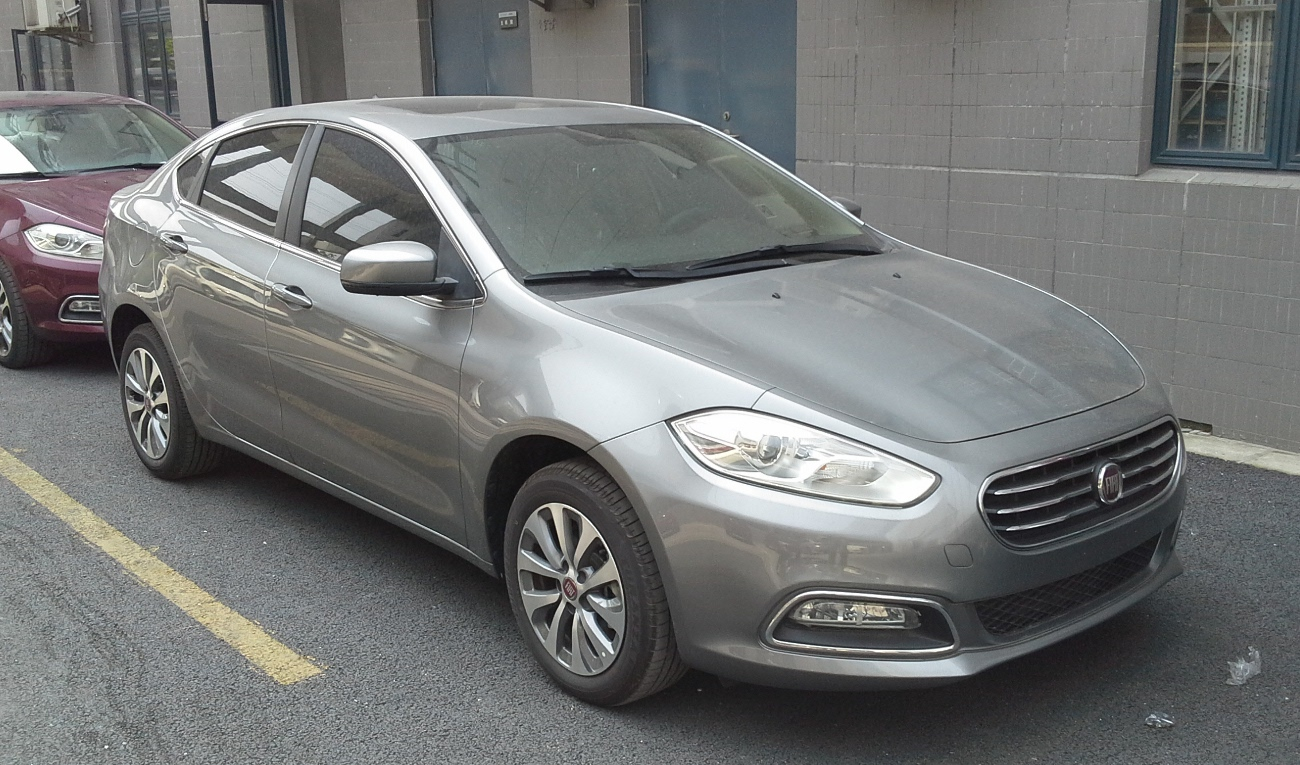
chiński Fiat Viaggio

W styczniu 2012 roku Dodge przedstawił pierwszy samochód opracowany po fuzji koncernów Chrysler i włoskiego Fiata. Efektem był kompaktowy sedan zbudowany na Fiat Compact platform, na której oparto wcześniej także oferowaną w Europie Alfa Romeo Giuliettę. Nowy model zastąpił w gamie hatchbacka Caliber, przywracając do użytku już stosowaną w latach 50., 60. i 70. nazwę. Charakterystyczną cechą wyglądu stał się aerodynamicznie ukształtowany przód, nisko osadzone reflektory i atrapa chłodnicy, a także jednoczęściowe tylne lampy w stylu modelu Charger. 
Kabina pasażerska została utrzymana w estetyce stosowanej już w większych konstrukcjach amerykańskiej firmy, wyróżniając się trójramiennym kołem kierownicy z pakietem przycisków, a także zwróconą ku kierowcy konsolą centralną. Pomiędzy nawiewami zastosowano dotykowy ekran systemu multimedialnego o przekątnej 8,4 cala, który zapewnił m.in. łączność z fabrycznym systemem nawigacji satelitarnej.
Gamę jednostek napędowych utworzyły czterocylindrowe, benzynowe silniki Chryslera o pojemności 2 i 2,4 litra. Ponadto, od Fiata zapożyczono także turbodoładowaną jednostkę z rodziny MultiAir o pojemności 1,4 litra. Moc przenoszona była za pośrednictwem przekładni manualnej, dwusprzęgłowej TCT lub hydraulicznej, automatycznej o 9 przełożeniach.

### Chiny
W kwietniu 2012 roku Fiat przedstawił bliźniaczy wobec Darta kompaktowy samochód, który uzupełnił jego ofertę w Chinach. Samochód odróżniał się innym wyglądem pasa przedniego i tylnego. Wbrew wcześniejszym spekulacjom, pojazd nie trafił do sprzedaży nigdzie poza Chinami. W listopadzie 2013 roku ofertę uzupełnił także hatchback o nazwie Fiat Ottimo, który nie posiadał odpowiednika w gamie Dodge i również pozostał modelem wyłącznie dla Chin.

### Sprzedaż
Samochód trafił do sprzedaży wiosną 2012 roku, w przeciwieństwie do poprzednika nie będąc już modelem o zasięgu globalnym i skoncentrowanym głównie na rynkach Ameryki Północnej. Samochód nie odniósł spodziewanego sukcesu rynkowego. Już we wrześniu 2016 roku Dodge podjął decyzję o zakończeniu produkcji Dodge'a Darta po zaledwie 4 latach. Decyzja ta była motywowana nową polityką koncernu FCA, w ramach której zredukowano większość tracących na popularności samochodów osobowych. W Stanach Zjednoczonych i Kanadzie samochód nie otrzymał następcy, w Meksyku zastąpił go nowy model Neon będący lokalną odmianą europejskiego Fiata Tipo.

### Silniki
- R4 1.4 MultiAir Turbo 160 KM
- R4 2.0 Tigershark 160 KM
- R4 2.4 Tigershark MultiAir 2 184 KM